# Oxycephalus piscator
Oxycephalus piscator is een vlokreeftensoort uit de familie van de Oxycephalidae. De wetenschappelijke naam van de soort is voor het eerst geldig gepubliceerd in 1830 door Milne Edwards.